# Mediaster praestans
Mediaster praestans är en sjöstjärneart som beskrevs av Livingstone 1933. Mediaster praestans ingår i släktet Mediaster och familjen ledsjöstjärnor. Inga underarter finns listade i Catalogue of Life.